# 顾全
顾全（1992年4月2日—），男，湖北荆门人，中国篮球运动员。曾代表中国国家队参加2014年亚洲运动会男子篮球比赛和2017年国际篮联亚洲杯，两次比赛均获得第五名。

## 外部連結
- 顾全在fiba.basketball（英语）
- 顾全在archive.fiba.com（archived）（英语）
- 顾全在Basketball-Reference.com（國際）（英语）
- 顾全在Eurobasket.com（球員）（英语）
- 顾全在RealGM（英语）
- 顾全在Proballers（英语）
- 顾全在中国篮球数据库（新浪网）